# Francesco D’Onofrio
Francesco D’Onofrio (ur. 3 sierpnia 1939 w Salerno) – włoski polityk, prawnik i nauczyciel akademicki, parlamentarzysta, w latach 1994–1995 minister edukacji.

## Życiorys
W 1962 ukończył studia prawnicze na Uniwersytecie Neapolitańskim im. Fryderyka II. Kształcił się także na Uniwersytecie Harvarda. Praktykował jako adwokat. Był również nauczycielem akademickim m.in. na macierzystej uczelni, a także profesorem na Uniwersytecie La Sapienza w Rzymie.
Był długoletnim działaczem Chrześcijańskiej Demokracji. W latach 1983–1987 zasiadał w Senacie IX kadencji. Następnie do 1996 był posłem do Izby Deputowanych X, XI i XII kadencji. Od 1996 do 2008 ponownie wchodził w skład wyższej izby włoskiego parlamentu jako senator XIII, XIV i XV kadencji.
Od kwietnia 1991 do kwietnia 1992 był podsekretarzem stanu w departamencie reformy instytucjonalnej. Od maja 1994 do stycznia 1995 sprawował urząd ministra edukacji w rządzie Silvia Berlusconiego. Po rozpadzie chadecji działał w Centrum Chrześcijańsko-Demokratycznym, a następnie w Unii Chrześcijańskich Demokratów i Centrum.
W 2008 został dyrektorem do spraw naukowych w fundacji Fondazione 'Liberal'.
Odznaczony Orderem Zasługi Republiki Włoskiej I klasy (2011).